# Milichus apicalis
Milichus apicalis là một loài bọ cánh cứng trong họ Bọ hung (Scarabaeidae).